# Höheres Kommando Oberrhein
Het Duitse Höheres Kommando Oberrhein (Nederlands: Hoger Korps Commando Bovenrijn) was een soort Duits Legerkorps van de Wehrmacht tijdens de Tweede Wereldoorlog. 

## Krijgsgeschiedenis

### Oprichting
Het Höheres Kommando Oberrhein werd opgericht op 13 september 1944 door het omdopen van de Kommandeurs der Befestigungen Oberrhein in Baden-Baden.

### Einde
De omdoping naar Höheres Kommando werd op 1 oktober 1944 alweer teruggedraaid.

## Bovenliggende bevelslagen
| Leger | Legergroep | Plaats/regio | Begin             | Eind           |
| ----- | ---------- | ------------ | ----------------- | -------------- |
| ??    | ??         | Baden-Baden  | 13 september 1944 | 1 oktober 1944 |

## Commandanten
| Rang | Naam | Begin             | Eind           |
| ---- | ---- | ----------------- | -------------- |
| ?    | ??   | 13 september 1944 | 1 oktober 1944 |